# Ashkan Nikeghbali
Ashkan Nikeghbali (persisch اشکان نیکبالی; * 15. September 1975)  ist ein französischer Mathematiker und Hochschullehrer iranischer Herkunft. Er ist Inhaber des Lehrstuhls für Finanzmathematik an der Universität Zürich.

## Akademische Laufbahn
Nikeghbali wurde 2005 mit der Arbeit Temps aléatoires, filtrations et sous-martingales: quelques développements récents bei Marc Yor an der Universität Paris VI promoviert. Zuvor war er ab Februar 2004 bis Juli 2004 Forscher am Newton Institute mit dem Thema Random matrix approaches in number theory. Nach Abschluss seiner Promotion forschte Nikeghbali zunächst als Postdoc am American Institute of Mathematics (unter der Leitung von Brian Conrey) an der Rochester University. Im Juni 2006 wurde er als Heinz-Hopf Lecturer an die ETH Zürich berufen. Im März 2007 wurde Nikeghbali Assistenzprofessor am Institut für Mathematik der Universität Zürich. Er wurde dort 2009 zum ausserordentlichen Professor für Angewandte Mathematik befördert.

## Forschung
Zu den Forschungsschwerpunkten von Nikeghbali zählen die Finanzmathematik, die Wahrscheinlichkeitstheorie und die analytische Zahlentheorie. Insbesondere forscht er auf den Gebieten der Portfoliotheorie, stochastischen Prozesse, zufälligen Operatoren und Zufallsmatrizen sowie der Anwendung der Stochastik in der Zahlentheorie und der Kombinatorik.
Im Bereich der asymptotischen Sätze der Wahrscheinlichkeitstheorie führte Nikeghbali zusammen mit Féray, Méliot und Kowalski den Begriff der Mod-Ф-Konvergenz ein. Im Bereich der Zahlentheorie führte er zusammen mit Chhaibi und Najnudel den Begriff der stochastischen Zeta-Funktion ein.
Nikeghbali betreute während seiner Tätigkeit an der Universität Zürich bis 2022 vierzehn Doktoranden. Sein einziger Doktorand im Jahr 2022 ist Maximilian Janisch.

## Weitere Tätigkeiten
- Mitglied der world.minds Community seit 2008.
- Mitglied des wissenschaftlichen Beirats von swissQuant[7]
- Mitglied des Beratungsgremiums von EVMTech
- Strategieberater für Datenanalyse und Modellieren von stochastischen Prozessen bei der Roche Holding in Basel[1]

## Auszeichnungen
- Ehrendoktor der University of Alba Iulia in Rumänien.[1][8]

## Veröffentlichungen
- mit Valentin Féray, Pierre-Loïc Méliot: Mod-Ф Convergence. Normality Zones and Precise Deviations. Springer Science Business Media, 2016 (arxiv:1304.2934v4 [abs] doi:10.1007/978-3-319-46822-8).
- mit Hugh Montgomery, Michael Th. Rassias: Exploring the Riemann Zeta Function. 190 Years from Riemann’s Birth. Springer, 2017 (doi:10.1007/978-3-319-59969-4).
- mit Panos M. Pardalos, Andrei M. Raigorodskii, Michael Th. Rassias: High-Dimensional Optimization and Probability. With a View Towards Data Science. Springer, 2022 (doi:10.1007/978-3-031-00832-0).